# 巨星ジーグフェルド

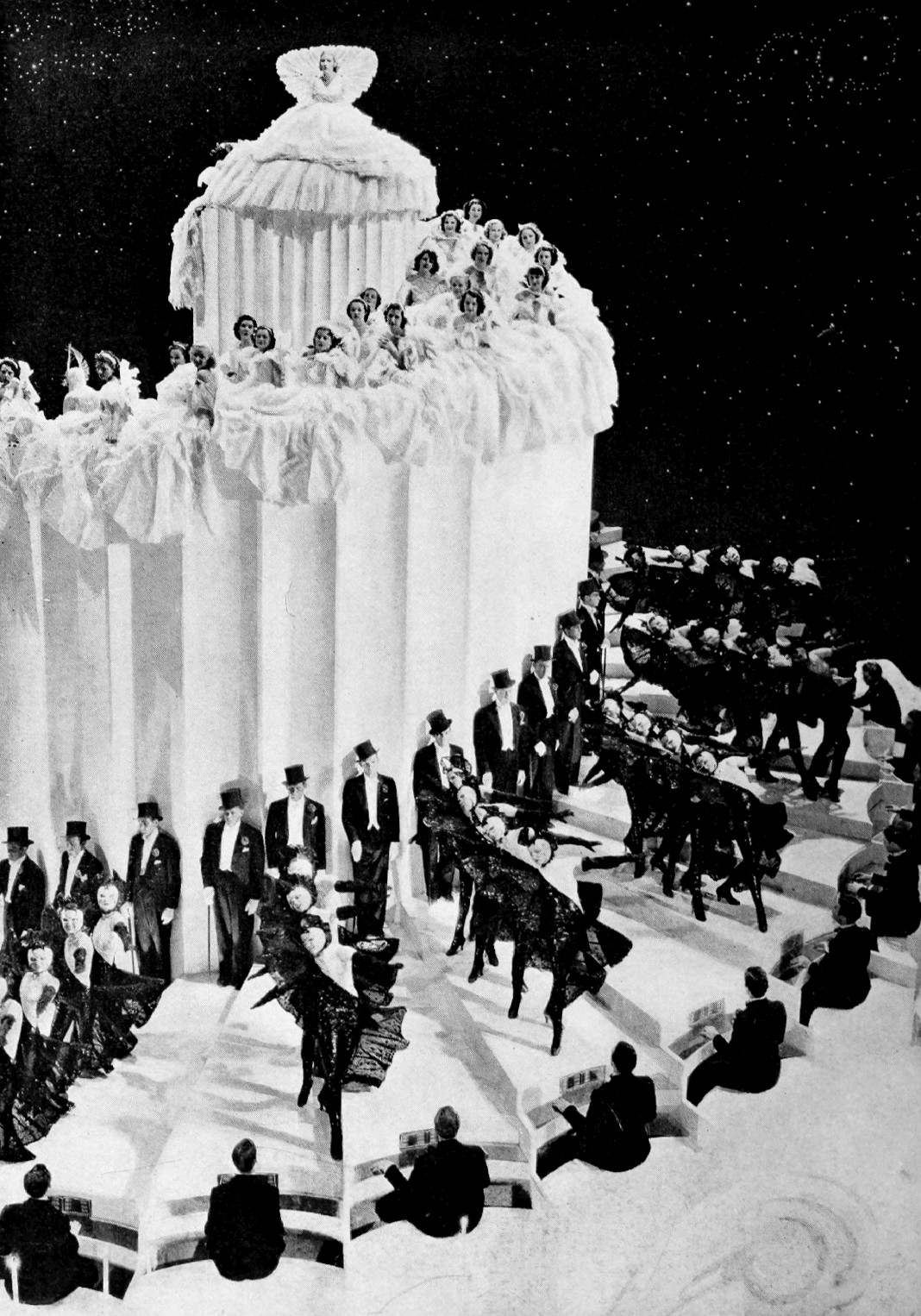
アカデミーダンス監督賞を受賞したシーモア・フェリックスの『A Pretty Girl Is Like a Melody』のシーン

『巨星ジーグフェルド』（きょせいジーグフェルド、原題・英語: The Great Ziegfeld, 「偉大なるジーグフェルド」の意）は、1936年に製作・公開されたアメリカ映画である。

## 概要
1932年に亡くなったブロードウェイの興行王フローレンツ・ジーグフェルドの半生を描き、メトロ・ゴールドウィン・メイヤー（MGM）がユニバーサル・ピクチャーズより権利を引き継いで製作し、ロバート・Z・レナードが監督、ウィリアム・パウエルがジーグフェルドを演じた。マーナ・ロイとルイーゼ・ライナーが二人の妻を演じている。第9回アカデミー賞で作品賞と主演女優賞、ダンス監督賞を受賞した。

## キャスト
- フローレンツ・ジーグフェルド - ウィリアム・パウエル
- ビリー・バーク - マーナ・ロイ： 女優・二番目の妻。
- アンナ・ヘルド - ルイーゼ・ライナー： 女優・最初の妻。ポーランド系フランス人。
- ビリングス - フランク・モーガン： ジーグフェルドのライバル。
- オードリー・デーン - ヴァージニア・ブルース
- サンドウ- ナット・ペンドルトン（英語版）

本人として出演
ファニー・ブライス、レイ・ボルジャー、ハリエット・ホクター

## スタッフ
- 監督：ロバート・Z・レナード
- 製作：ハント・ストロンバーグ
- 脚本：ウィリアム・アンソニー・マクガイア
- 音楽：アーサー・ラング（クレジットなし）
- 撮影：オリヴァー・T・マーシュ、ジョージ・J・フォルシー、カール・フロイント、メリット・B・ガースタッド、レイ・ジューン
- 編集：ウィリアム・S・グレイ
- 美術：セドリック・ギボンズ、エディ今津（英語版）（クレジットなし）
- 衣裳：エイドリアン
- 録音：ダグラス・シアラー

## 映画賞受賞・ノミネーション
- 受賞
  - アカデミー作品賞
  - アカデミー主演女優賞：ルイーゼ・ライナー
  - アカデミーダンス監督賞：シーモア・フェリックス
  - ニューヨーク映画批評家協会賞 主演女優賞：ルイーゼ・ライナー
- ノミネーション
  - アカデミー監督賞：ロバート・Z・レナード
  - アカデミー原案賞：ウィリアム・アンソニー・マクガイア
  - アカデミー美術賞：セドリック・ギボンズ、エディ今津、エドウィン・B・ウィリス
  - アカデミー編集賞：ウィリアム・S・グレイ
  - ヴェネツィア国際映画祭ムッソリーニ杯（外国映画大賞）